# Cachan
Cachan je južno predmestje Pariza in občina v  departmaju Val-de-Marne osrednje francoske regije Île-de-France. Leta 2009 je imelo naselje 27.786 prebivalcev.

## Geografija
Cachan se nahaja 5 km južno od samega središča Pariza. Na zahodu departmaja, ob meji s Hauts-de-Seine, je Cachan sosed občinam Arcueil na severu, Villejuif na vzhodu, L'Haÿ-les-Roses na jugovzhodu, Bourg-la-Reine na jugozahodu in Bagneux na zahodu. 
Naselje je sestavljeno iz četrti centre ville, Coteau, Cité-Jardins, Plaine, Prairie, Grange Ory in Lumières. 

## Administracija
Cachan je sedež istoimenskega kantona, katero je sestavni del okrožja L'Haÿ-les-Roses.

## Zgodovina
V srednjeveško latinskih spisih je bilo ime Cachana poznano kot Caticantum, kasnejši Cachentum oz. Cachant, iz katerega je naposled izšlo sedanje ime.
Cachan je bil prvotno zaselek v okviru občine Arcueil, kasneje preimenovane v Arcueil-Cachan. Občina Cachan je nastala 26. decembra 1922, ko se je izločila iz tedanje občine, slednja pa se je preimenovala nazaj v prvotni Arcueil.

## Pobratena mesta
- okrožje Wolfenbüttel (Nemčija);